# EuroSkills
EuroSkills er europamesterskabet for unge håndværkere og elever på erhvervsuddannelser. Det er en begivenhed, som er blevet afholdt hvert andet år siden 2008, hvor det første EuroSkills-arrangement blev afholdt i Rotterdam  i Nederland. Deltagerne, der er blevet udvalgt gennem nationale mesterskaber i en række forskellige nye som traditionelle håndværksfag, dyster om medaljer som Europas dygtigste unge faglærte.
I 2025 afholdes EuroSkills for første gang i Danmark, nemlig i Herning 9.-13. september. Det forventes ifølge arrangørerne at blive Danmarks største uddannelsesbegivenhed nogensinde.

## Organisering
EuroSkills afholder konkurrencer i ca. 40 forskellige nye og traditionelle håndværksfag, grupperet i seks forskellige brancher:
- Bygge- og anlæg
- Kreative fag og mode
- Informations- og kommunikationsteknologi
- Fremstillingsvirksomhed og maskinteknologi
- Serviceerhverv
- Transport og logistik.

Deltagerne er blevet udvalgt på forhånd via nationale konkurrencer i de forskellige fag. I Danmark sker det ved det årlige nationale mesterskab DM i Skills, og tilsvarende i de øvrige lande.
Den praktiske afvikling af EuroSkills varetages af organisationen WorldSkills Europe, som har medlemmer i 33 lande, heriblandt SkillsDenmark, der har sit grundlag blandt erhvervsskoler og en række samarbejdspartnere, blandt andet Fagbevægelsens Hovedorganisation (FH), Dansk Arbejdsgiverforening (DA) og Børne- og Undervisningsministeriet. Den tidligere danske statsminister Poul Nyrup Rasmussen er formand for bestyrelsen for EuroSkills 2025.

## EuroSkills 2025 i Herning
Danmark er for første gang vært for EuroSkills i 2025 med Herning som værtsby. Her forventes op til 600 talentfulde unge lærlinge og håndværkere at deltage i de i alt 38 fagkonkurrencer. Arrangementet vil ifølge organisatorerne bag det være Danmarks største uddannelsesbegivenhed nogensinde, hvor der forventes op til 100.000 besøgende.
Fra Danmark blev deltagerne udvalgt ved DM i Skills i 2024, da der på grund af EuroSkills-arrangementet undtagelsesvis ikke afholdes DM i 2025. Ved DM i Skills 2024 blev 53 elever og lærlinge kåret som de bedste indenfor hver af i alt 47 fag fra autolakerere over klejnsmede til tækkemænd og tjenere.

## Afholdte EuroSkills
EuroSkills afholdes hvert andet år siden begyndelsen i 2008. COVID-19-pandemien medførte dog en uregelmæssighed, hvor 2020-arrangementet blev udskudt til 2021, og derfra overgik konkurrencen til at blive afholdt i ulige årstal:
- 2008: Rotterdam, Nederlandene
- 2010: Lissabon, Portugal
- 2012: Spa-Francorchamps, Belgien
- 2014: Lille, Frankrig
- 2016: Göteborg, Sverige
- 2018: Budapest, Ungarn
- 2021: Graz, Østrig
- 2023: Gdansk, Polen
- 2025: Herning, Danmark (planlagt)
- 2027: Düsseldorf, Tyskland (planlagt)
- 2029: Geneve, Schweiz (planlagt)

I Gdansk i 2023 vandt den danske delegation af unge faglærte fem sølvmedaljer og tre bronzemedaljer og endte på en samlet syvendeplads ud af de 32 deltagende lande. Det var det hidtil bedste resultat for Danmark ved EuroSkills.

## WorldSkills
I de år, hvor der ikke er EuroSkills-konkurrencer, afholdes en global WorldSkills-konkurrence. Disse har været en tradition siden 1950, hvor den første "WorldSkills Competition" fandt sted i Madrid i Spanien.